# Thabet El-Batal
Thabet El-Batal (ar. ثابت البطل, ur. 16 września 1953 w Kairze, zm. 12 lutego 2005 w Kairze) – egipski piłkarz grający na pozycji bramkarza.

## Kariera klubowa
Przez całą karierę piłkarską El-Batal związany był z klubem Al-Ahly Kair. W 1972 roku zadebiutował w jego barwach w pierwszej lidze egipskiej i z czasem stał się jego podstawowym bramkarzem. W 1975 roku wywalczył swoje pierwsze mistrzostwo Egiptu, a w 1978 roku zdobył swój pierwszy Puchar Egiptu. W 1982 roku zwyciężył z Al-Ahly w Afrykańskiej Lidze Mistrzów (3:0 i 1:1 w finale z Asante Kotoko), a w 1987 roku wygrał ją po raz drugi (0:0 i 2:0 w finale z Al-Hilal Omdurman z Sudanu). W swojej karierze jeszcze dziesięciokrotnie zostawał mistrzem kraju w latach 1976, 1977, 1979-82, 1984-87 i 1989 oraz sześciokrotnie zdobył puchar kraju w latach 1981, 1983-85, 1989 i 1991. Natomiast w latach 1984-86 sięgnął z Al-Ahly po Afrykański Puchar Zdobywców Pucharów. Karierę piłkarską zakończył w 1991 roku w wieku 38 lat. Zmarł 12 lutego 2005 roku w Kairze na raka.

## Kariera reprezentacyjna
W reprezentacji Egiptu El-Batal zadebiutował w 1974 roku. W 1990 roku został powołany przez selekcjonera Mahmouda El-Gohary'ego do kadry na Mistrzostwa Świata we Włoszech. Tam był rezerwowym bramkarzem dla Ahmeda Shobaira i nie rozegrał żadnego spotkania. W swojej karierze grał także w Pucharze Narodów Afryki 1984 (4. miejsce), Pucharze Narodów Afryki 1986 (mistrzostwo Afryki) i Pucharze Narodów Afryki 1990 oraz na Igrzyskach Olimpijskich w Los Angeles. Od 1974 do 1990 roku rozegrał w kadrze narodowej 87 meczów.